# 施特里特巴赫河
49°59′12.00″N 9°13′37.27″E / 49.9866667°N 9.2270194°E

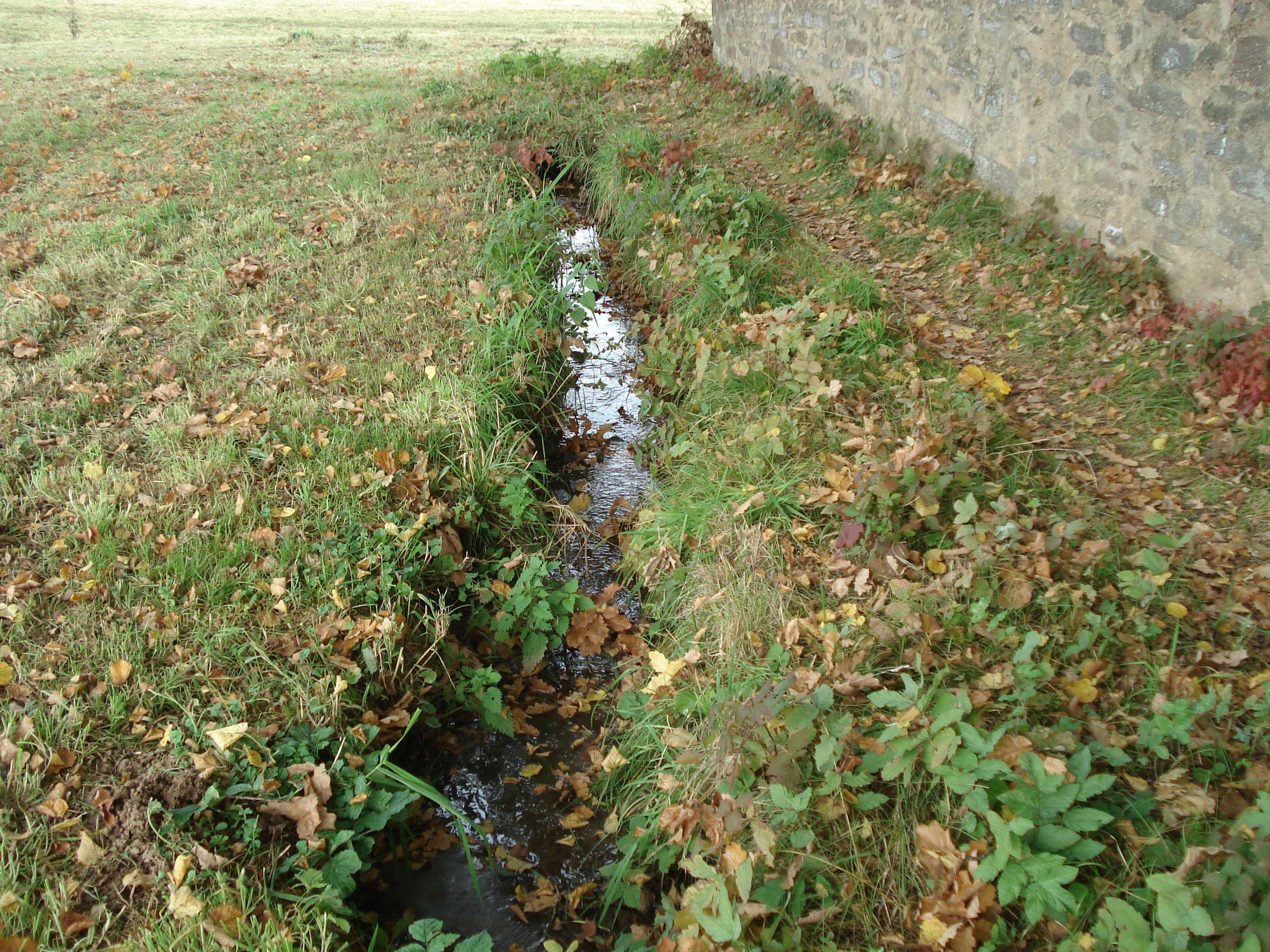

施特里特巴赫河（德語：Strietbach），是德國的河流，位於該國東南部，由巴伐利亞負責管轄，屬於農嫩巴赫河的右支流，河道全長2.3公里，流域面積1.3平方公里。